# Ballerinaskørt
Ballerinaskørt er et skørt, der når ned til midten af læggen eller umiddelbart over anklen. Det bæres typisk som kostume under ballet. Den er normal fremstillet af mange lag tekstil. I 1950'erne blev det også populært som en del af en casual beklædning.
Ballerinaskørter har længe været en populær længde til formelle kjoler særligt for unge kvinder. Blandt de mest berømte bærere af et ballerinaskørt er den russiske balletdanser Anna Pavlova. De tidlige ballerinaskørter var tunge, klodsede og uhåndterlige, og de begrænsede danserne bevægelser en del. I begyndelsen af 1900-tallet blev skørtet gjort kortere, så de kun gik til knæet for at gøre det nemmere at bevæge sig i.
Ballerinaskørter bliver typisk lavet af fem til 12 lag af tylstof.